# جوجل أيه آي

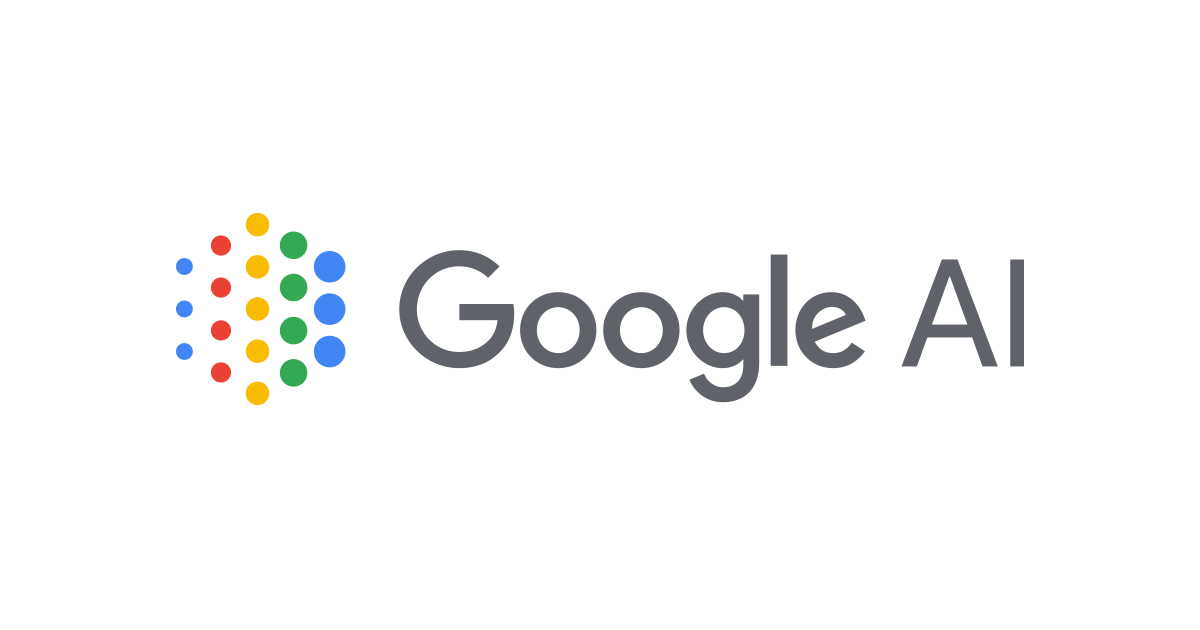
شعار Google AI

جوجل أيه آي (بالإنجليزية: Google AI) هو قسم من جوجل مخصص للذكاء الاصطناعي. أٌعلن عنه في مؤتمرجوجل آي/أو 2017 من قبل الرئيس التنفيذي سوندار بيتشاي .
توسّع هذا القسم مع وجود مرافق بحثية في أجزاء مختلفة من العالم مثل زيورخ وباريس وإسرائيل وبكين. في عام 2023 ، كان جوجل AI جزءًا من مبادرة إعادة التنظيم التي رفعت رئيسها، جيف دين، إلى منصب كبير العلماء في جوجل. تضمنت عملية إعادة التنظيم هذه دمج جوجل برين وديب مايند، وهي شركة مقرها المملكة المتحدة استحوذت عليها جوجل في عام 2014 والتي تعمل بشكل منفصل عن الأبحاث الأساسية للشركة.

## المشاريع
- جوجل برين، شركة فرعية كبيرة تعمل على تطوير الذكاء الاصطناعي مع التعلم الآلي لتحسين خدمات جوجل المختلفة (على سبيل المثال، تحسين جودة الترجمة في ترجمة جوجل)
- تقديم TPU Tensor processing unitsالمستندة إلى السحابة ( وحدات معالجة الموتر ) من أجل تطوير برامج التعلم الآلي.[6][7]
- تطوير تنسرفلو.[8]
- توفر سحابة أبحاث TPU وصولاً مجانيًا إلى مجموعة من TPU السحابية للباحثين المشاركين في أبحاث التعلم الآلي مفتوحة المصدر.[9]
- بوابة لأكثر من 5500 (اعتبارًا من سبتمبر 2019) من المنشورات البحثية من قبل موظفي جوجل.[10]
- ماجنتا: فريق بحثي للتعلم العميق يستكشف دور التعلم الآلي كأداة في العملية الإبداعية.[11] أصدر الفريق العديد من المشاريع مفتوحة المصدر التي تسمح للفنانين والموسيقيين بتوسيع عملياتهم باستخدام الذكاء الاصطناعي.[12] باستخدام ماجنتا، يمكن للموسيقيين والملحنين إنشاء موسيقى عالية الجودة بتكلفة أقل، مما يسهل على الفنانين الجدد دخول الصناعة.[13]
- الجميز : معالج كمي جديد يمكن برمجته بحجم 54 كيلوبت .[14]
- لامدا : عائلة من نماذج اللغة العصبية التخاطبية [15]
- برنامج مصمم لتلبية الحاجة المتزايدة لتطوير موارد حرية التعبير للغات ذات التمثيل المنخفض [16]

## وصلات خارجية
- الموقع الرسمي